# Wialikija Bialewiczy
Wialikija Bialewiczy (biał. Вялікія Бялевічы; ros. Большие Белевичи; pol. hist. Wielkie Bielewicze) – wieś na Białorusi, w obwodzie mohylewskim, w rejonie mohylewskim, w sielsowiecie Siemukaczy.
Do 1917 położone były w Rosji, w guberni mohylewskiej, w powiecie bychowskim. Następnie w granicach Związku Sowieckiego. Od 1991 w niepodległej Białorusi.